# Campionati italiani di winter triathlon del 2015
I Campionati italiani di winter triathlon del 2015 (XVII edizione) sono stati organizzati dalla Federazione Italiana Triathlon e si sono tenuti a Tarvisio in Friuli-Venezia Giulia, in data 8 febbraio 2015.
Tra gli uomini ha vinto per la nona volta Daniel Antonioli ( Esercito), mentre la gara femminile è andata a Roberta Gasparini (Trisports.it Team).

## Risultati

### Élite uomini
| Pos. | Atleta               | Società sportiva      | Corsa   | Bici    | Sci di fondo | Totale  |
| ---- | -------------------- | --------------------- | ------- | ------- | ------------ | ------- |
|      | Daniel Antonioli     | Esercito              | 0:22:09 | 0:22:14 | 0:17:42      | 1:03:12 |
|      | Giuseppe Lamastra    | Trisports.it Team     | 0:23:34 | 0:21:21 | 0:17:43      | 1:04:04 |
|      | Guido Ricca          | T.D. Cremona          | 0:24:51 | 0:24:27 | 0:20:18      | 1:11:22 |
| 4    | Marco Panzavolta     | Padovanuoto Fidia     | 0:25:16 | 0:24:39 | 0:20:50      | 1:12:09 |
| 5    | Davide Vuerich       | Alpe Adria            | 0:25:49 | 0:25:36 | 0:20:10      | 1:13:42 |
| 6    | Luca Alladio         | Trisports.it Team     | 0:25:22 | 0:26:09 | 0:21:09      | 1:14:09 |
| 7    | Sonny Stauder        | Padovanuoto Fidia     | 0:25:50 | 0:30:39 | 0:19:08      | 1:17:15 |
| 8    | Marco Bethaz         | Trisports.it Team     | 0:26:01 | 0:29:57 | 0:21:00      | 1:18:32 |
| 9    | Alberto Mosconi      | Fumane Triathlon      | 0:26:22 | 0:33:44 | 0:20:43      | 1:22:33 |
| 10   | Andrea Franchina     | Triathlon Bergamo     | 0:25:22 | 0:32:54 | 0:22:43      | 1:23:14 |
| 11   | Michele Marini       | Padova Triathlon      | 0:27:30 | 0:31:11 | 0:23:27      | 1:23:40 |
| 12   | Michele Ermacora     | Udine Triathlon       | 0:24:56 | 0:32:10 | 0:26:19      | 1:25:29 |
| 13   | Giovanni Bertagnin   | Valle Gesso Sport     | 0:26:40 | 0:34:21 | 0:23:04      | 1:25:37 |
| 14   | Stefan Wernig        | F.I.Tri.              | 0:25:21 | 0:34:06 | 0:23:35      | 1:25:42 |
| 15   | Marco Gallesio       | Valle Gesso Sport     | 0:27:09 | 0:30:35 | 0:25:35      | 1:26:21 |
| 16   | Fabio Cordioli       | Fumane Triathlon      | 0:28:57 | 0:35:27 | 0:21:26      | 1:27:52 |
| 17   | Riccardo Rosselli    | Livorno Triathlon     | 0:29:36 | 0:31:44 | 0:28:08      | 1:31:35 |
| 18   | Gianni Sartori       | 33 Trentini Triathlon | 0:30:22 | 0:33:40 | 0:25:57      | 1:32:48 |
| 19   | Ivano Basso          | Valle Gesso Sport     | 0:29:05 | 0:37:53 | 0:23:21      | 1:32:49 |
| 20   | Alessandro Sciarrone | CUS Pro Patria Milano | 0:28:06 | 0:36:22 | 0:27:53      | 1:34:41 |

### Élite donne
| Pos. | Atleta                | Società sportiva      | Corsa   | Bici    | Sci di fondo | Totale  |
| ---- | --------------------- | --------------------- | ------- | ------- | ------------ | ------- |
|      | Roberta Gasparini     | Trisports.it Team     | 0:30:06 | 0:29:53 | 0:21:54      | 1:23:58 |
|      | Chiara Novelli        | Olimpic Triathlon     | 0:29:16 | 0:34:57 | 0:21:46      | 1:28:29 |
|      | Daniela Da Forno      | Alpe Adria            | 0:29:37 | 0:45:21 | 0:25:20      | 1:42:49 |
| 4    | Virna Stavla          | Padova Triathlon      | 0:35:20 | 0:58:37 | 0:30:18      | 2:07:02 |
| 5    | Giulia Ramponi        | Padovanuoto Fidia     | 0:36:45 | 0:56:20 | 0:37:17      | 2:12:15 |
| 6    | Roberta Rampazzo      | Padovanuoto Fidia     | 0:38:24 | 0:59:25 | 0:33:08      | 2:13:43 |
| 7    | Francesca Settimo     | Alpe Adria            | 0:36:19 | 1:01:48 | 0:34:19      | 2:15:22 |
| 8    | Cristina Fasolo       | Padovanuoto Fidia     | 0:35:14 | 0:59:52 | 0:38:11      | 2:16:29 |
| 9    | Anna Moretti          | Triathlon Bergamo     | 0:37:35 | 1:02:22 | 0:38:25      | 2:21:05 |
| 10   | Daniela Marega        | Eastside Triathlon    | 0:36:43 | 1:11:50 | 0:31:26      | 2:23:15 |
| 11   | Nadia Dal Ben         | Cuneo Triathlon       | 0:41:36 | 1:14:38 | 0:35:08      | 2:34:50 |
| 12   | Sylviane Bertuzzi     | Reaction              | 0:38:56 | 1:03:35 | 0:52:07      | 2:37:16 |
| 13   | Cristina Beretta      | Triathlon Bergamo     | 0:41:32 | 1:08:48 | 0:46:46      | 2:41:27 |
| 14   | Rossella Carletti     | CUS Ferrara           | 0:41:37 | 1:13:08 | 0:49:06      | 2:47:54 |
| 15   | Serena Ada Strechelli | CUS Pro Patria Milano | 0:45:22 | 1:28:35 | 0:39:40      | 2:56:19 |
| 16   | Paola Fasson          | Padovanuoto Fidia     | 0:41:15 | 1:08:29 | 1:03:29      | 2:56:36 |
| 17   | Elisabetta Gonzato    | Pool Sport            | 0:42:00 | 1:14:15 | 0:57:35      | 2:58:01 |